# Leptogenys longiceps
Leptogenys longiceps é uma espécie de formiga do gênero Leptogenys, pertencente à subfamília Ponerinae.